# K Kontich FC
Maillots
Dernière mise à jour : 1 août 2020.
Le Koninklijke Kontich Football Club est un club de football belge localisé dans la ville de Kontich, en province d'Anvers. Le club, porteur du matricule 3029, a évolué durant 17 saisons dans les séries nationales, dont 1 en troisième division. Il évolue en première provinciale lors de la saison 2017-2018.

## Histoire
À la fin des années 1930, il existe deux clubs de football à Kontich : les Kontich Boys et le Groeninghe Sport, tous deux affiliés à la Antwerps Liefhebbersverbond, une ligue régionale rivale de l'URBSFA. Les deux clubs décident d'unir leurs destinées en 1941, et forment le Kontich FC. Le club s'affilie à l'Union Belge en juillet, et reçoit le matricule 3029. Certains joueurs et dirigeants du Groeninghe Sport souhaitent continuer à jouer sous ce nom dans la ligue régionale, mais le bourgmestre de la ville insiste pour qu'il n'y ait plus qu'un club, membre de l'Union Belge. Finalement, le Groeninghe Sport cesse complètement ses activités en 1942, et le Kontich FC est versé en troisième provinciale pour commencer la saison.
Après seulement deux saisons, le club remporte le titre et est promu en deuxième provinciale. À la suite des combats de la fin de la Seconde Guerre mondiale, il doit néanmoins attendre la saison 1945-1946 pour y débuter. Il passe très près du titre lors de ses deux premières saisons à ce niveau, et finit par le remporter en 1953, ce qui lui permet de rejoindre la première provinciale. Dès sa première saison parmi l'élite provinciale, le club décroche le titre, et s'ouvre les portes de la Promotion, quatrième et dernier niveau national.
Le Kontich FC continue sur sa lancée au niveau national, et s'impose rapidement comme une des meilleures équipes de Promotion. En 1957, le club termine à égalité de points avec le RC Lokeren, qui est déclaré champion et promu pour avoir concédé une défaite de moins que les anversois. Kontich termine régulièrement dans le haut du tableau les saisons suivantes, et finit par remporter le titre dans sa série en 1961.
La Division 3 s'avère trop forte pour le club, qui termine bon dernier et est relégué directement en Promotion. Après cette relégation, le club connaît des difficultés sportives et financières. Bien qu'il parvienne à se maintenir sans problèmes lors de la première saison suivant sa relégation, le club évite de peu les places descendantes lors de la suivante, mais termine dernier un an plus tard. Après onze ans dans les divisions nationales, Kontich est renvoyé vers les séries provinciales anversoises en 1965. Trois ans plus tard, il descend encore d'un niveau et se retrouve en deuxième provinciale. Jusqu'en 1974, le club joue la tête dans sa série, sans parvenir à remonter en première provinciale. Il remporte notamment la Coupe de la province d'Anvers cette année-là. En 1976, le club est relégué en troisième provinciale.
Après cette nouvelle relégation, le club connaît de nouveaux problèmes financiers, et l'entièreté du comité directeur démissionne. Le bourgmestre Kempenaers prend alors l'initiative de sauver le club, et nomme un nouveau conseil de direction, dont il devient président. Des partenaires apportent les fonds nécessaires à la survie du club, permettant au club de poursuivre ses activités. Au niveau sportif, la situation du club s'améliore également. En 1981, il remonte en deuxième provinciale. Deux ans plus tard, il est de retour en première provinciale, mais la joie est de courte durée et le club est relégué à nouveau en troisième provinciale en 1989.
Le 10 juillet 1991, le club est reconnu « Société Royale », marquant ses cinquante ans d'existence, et fusionne au même moment avec Kontich Sport, un autre club de la localité. Il remporte le titre dans sa série un an plus tard, et est promu en deuxième provinciale. En 1996, le club remporte sa série et remonte en première provinciale. Quatre ans, Kontich remporte le titre de champion provincial, et est promu à nouveau vers la Promotion, 35 ans après l'avoir quittée.
En Promotion, le club termine régulièrement en milieu de classement, jusqu'à la saison 2005-2006. Cette saison-là, le club démarre le championnat en trombe, et remporte la première tranche. Il s'écroule ensuite, et finit à la quatorzième place sur seize, ce qui l'exclut du tour final pour la montée et le condamne à retourner en première provinciale après six saisons. Trois ans plus tard, il est relégué en deuxième provinciale.

## Résultats dans les divisions nationales
Statistiques mises à jour le 21 juin 2013

### Palmarès
- 1 fois champion de Belgique de Promotion en 1961.

### Bilan
| Niv | Divisions     | Jouées | Titres | TM Up | TM Down |
| --- | ------------- | ------ | ------ | ----- | ------- |
| I   | 1re nationale | 0      | 0      |       |         |
| II  | 2e nationale  | 0      | 0      |       |         |
| III | 3e nationale  | 1      | 0      |       |         |
| IV  | 4e nationale  | 16     | 1      |       |         |
| V   | 5e nationale  | 0      | 0      |       |         |
|     |               |        |        |       |         |
|     | TOTAUX        | 17     | 1      | 0     | 0       |

- TM Up : test-match pour départager des égalités, ou toutes formes de Barrages ou de Tour final pour une montée éventuelle.
- TM Down : test-match pour départager des égalités, ou toutes formes de Barrages ou de Tour final pour le maintien.

### Classements
| Ordre               | Saison  | Nom du club  | Niveau             | Classement final | Remarques          |
| ------------------- | ------- | ------------ | ------------------ | ---------------- | ------------------ |
| 1                   | 1954-55 | Kontich FC   | Promotion série B  | 4e/16            |                    |
| 2                   | 1955-56 | Kontich FC   | Promotion série C  | 4e/16            |                    |
| 3                   | 1956-57 | Kontich FC   | Promotion série D  | 2e/16            |                    |
| 4                   | 1957-58 | Kontich FC   | Promotion série B  | 6e/16            |                    |
| 5                   | 1958-59 | Kontich FC   | Promotion série A  | 7e/16            |                    |
| 6                   | 1959-60 | Kontich FC   | Promotion série D  | 6e/16            |                    |
| 7                   | 1960-61 | Kontich FC   | Promotion série A  | 1er/16           | Champion et promu! |
| 8                   | 1961-62 | Kontich FC   | Division 3 série A | 16e/16           | Relégué!           |
| 9                   | 1962-63 | Kontich FC   | Promotion série B  | 6e/16            |                    |
| 10                  | 1963-64 | Kontich FC   | Promotion série A  | 12e/16           |                    |
| 11                  | 1964-65 | Kontich FC   | Promotion série D  | 15e/16           | Relégué!           |
| séries provinciales |         |              |                    |                  |                    |
| 12                  | 2000-01 | K Kontich FC | Promotion série B  | 6e/16            |                    |
| 13                  | 2001-02 | K Kontich FC | Promotion série B  | 8e/16            |                    |
| 14                  | 2002-03 | K Kontich FC | Promotion série B  | 12e/16           |                    |
| 15                  | 2006-04 | K Kontich FC | Promotion série B  | 8e/16            |                    |
| 16                  | 2004-05 | K Kontich FC | Promotion série B  | 9e/16            |                    |
| 17                  | 2005-06 | K Kontich FC | Promotion série B  | 14e/16           | Relégué!           |
| séries provinciales |         |              |                    |                  |                    |

## Équipe féminine
Le football féminin est longtemps interdit par l'URBSFA, qui n'autorise les premiers clubs à s'affilier qu'en 1971. Le Kontich FC est un des premiers clubs du pays à aligner une équipe. En réalité, il s'agit d'une « absorption » des Blue Bell Girls, une équipe fondée en 1967. Cette équipe gravit petit à petit la hiérarchie du football féminin, jusqu'à atteindre la première division en 2007, où il dispute une saison avant de redescendre. En 2010, le club revient en première division, et se sépare de l'équipe masculine pour se rapprocher du Germinal Beerschot. L'équipe féminine s'affilie alors à l'Union Belge sous le nom GBA-Kontich FC, et reçoit le matricule 9541. Un an plus tard, le club est rebaptisé Beerschot Antwerpen Dames, et abandonne ses couleurs rouge et jaune pour le mauve.